# Claudio Linati
Claudio Linati, né le 1er février 1790 et mort le 11 décembre 1832, est un peintre et lithographe italien qui étudie sous la direction de Jacques-Louis David à Paris et qui établit la première presse lithographique au Mexique. Il cofonde et édite El Iris, un périodique qui publie les premières caricatures politiques au Mexique, et il est contraint de quitter le pays pour son activisme politique. Linati est également engagé dans des causes révolutionnaires en Italie et en Espagne. Il est connu pour son livre coloré à la main illustrant les costumes de différents types de personnes au Mexique.

## Biographie

### Premières années
Marcos Claudio Marcelo Antonio Pompeyo Blas Juan Linati et Prevost naît dans une famille noble à Carbonera de Parma, dans le duché de Parme, le 1er février 1790, juste après le début de la Révolution française,. Son père, le comte Filippo Linati, est actif dans la politique à son époque. Claudio Linati est formé par le juriste Giuseppe Caderini. À l'âge de dix-sept ans, Claudio Linati rejoint la Société des Graveurs de Parme. Il étudie la lithographie, une technique récemment inventée pour l'impression d'images. En 1809, il se rend à Paris, où il étudie la peinture dans l'atelier de Jacques-Louis David. Linati étudie également dans le studio parisien de son compatriote italien Gioacchino Giuseppe Serangeli.
Le comte Linati devint officier dans l'armée napoléonienne. En 1810, il fut emprisonné en Hongrie. Après sa libération, il s'installa en Espagne. En 1818, il retourna à Parme, où il fonda la Société Secrète du Sublime Maître Parfait, dans le but de résister à la tyrannie. En 1821 Linati est à Barcelone et dirige la milice des Migueletes. Il devient propriétaire d'une propriété remarquable en Catalogne. En 1823 il est fait prisonnier à La Seu d'Urgell et envoyé comme prisonnier à Mont-Louis en France. En octobre 1823 il se trouve à Avignon et peu après à Bruxelles. Le 9 avril 1824, Linati fut jugé par contumace et condamné à mort par la Cour suprême de Parme pour conspiration contre le gouvernement.

### Mexique

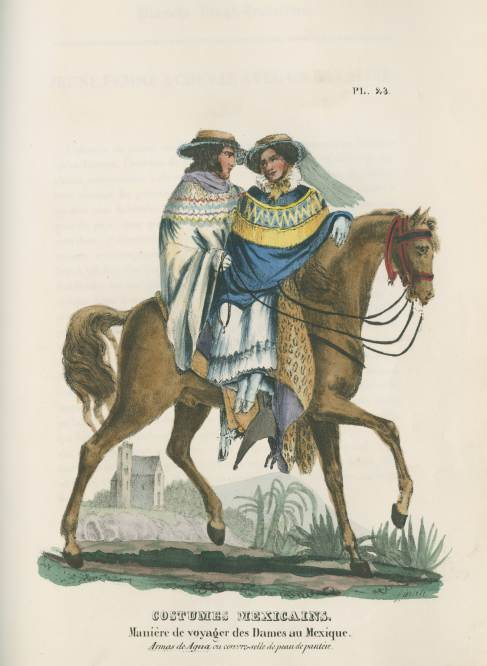
Manière de des Dames au voyageur Mexique (Comment les femmes Voyage au Mexique, 1828)

Linati est chargé d’arpenter la côte mexicaine et de trouver un point d'ancrage pour les navires et les machines des sociétés minières. Il arrive à Alvarado, Veracruz au Mexique le 6 mars 1825. Cette année-là, le dernier bastion espagnol de San Juan de Ulúa se rendit. Le 22 septembre 1825 Linati part à Veracruz pour étudier la lithographie. En 1826 il s'installe à Mexico, où le gouvernement l'aide à ouvrir un atelier de lithographie. Lui et Gaspar Franchini installent la première machine à lithographie qui arrive au Mexique en février 1826. Franchini meurt pendant l'installation de la machine.
Linati crée également une école, avec parmi les élèves José Gracida et Ignacio Serrano. Le petit atelier comprend deux presses et une collection d'estampes d'artistes français à titre d'exemple pour les élèves. Peu de temps après son arrivée, Linati réalise une lithographie d'une carte du Texas de Fiorenzo Galli. Une copie de cette carte, la seule connue à nous être parvenue, est conservée par le Center for American History de Université du Texas à Austin.
Linati vient au Mexique pour observer un pays nouvellement indépendant et pour "civiliser" et politiser son peuple. Il est l'un des rédacteurs de l'hebdomadaire El Iris (février-août 1826). Ses partenaires dans cette entreprise sont Fiorenzo Galli et le poète cubain José María Heredia. Le périodique littéraire comprend des lithographies illustrant des antiquités et des modes modernes. Il fournit également un contenu culturel diversifié et des portraits de Guadalupe Victoria, José María Morelos et Miguel Hidalgo y Costilla, héros de la lutte pour l'indépendance.
El Iris comprend également un contenu éditorial qui suscite la controverse. Linati est persuadé que l'Espagne tente de nouveau de conquérir le Mexique. Lui et Galli sont impliqués dans les différends entre les Yorkinos et le Escoceses, groupes rivaux de Francs - maçons. Linati adopte la position des Yorkinos selon laquelle le peuple est souverain, et seul le fédéralisme peut protéger les individus et la nation contre les déprédations de l'armée et des prêtres. Il est opposé à une autorité centrale forte et en faveur d'une plus grande éducation à la citoyenneté et à la discipline du service militaire.
Le journal publie la première caricature politique mexicaine, La Tiranía ( Tyrannie ), attribuée à Linati. El Iris réclame la liberté de la presse dans tout le Mexique. Seulement quarante numéros sont imprimés. Les commentaires politiques provoquent la fermeture du journal et contraignent Linati à quitter le pays en 1826,. Bien qu'éphémère, El Iris établit un modèle durable pour les revues qui impriment des lithographies satiriques sur des sujets politiques et sociaux.

### Plus tard

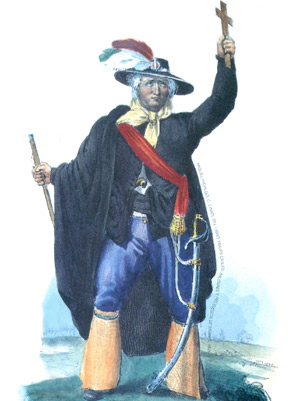
Miguel Hidalgo y Costilla (1828)

Linati obtient un passeport pour retourner en Europe le 27 septembre 1826. En décembre 1826, il s'embarque sur le Conveyance à Veracruz, naviguant vers New York où il reste jusqu'au 15 janvier 1827. Il s'embarque ensuite à bord du navire américain Dawn pour Anvers qu'il atteint le 15 mars 1827. Il se rend ensuite à Bruxelles et commence à travailler sur un livre illustré sur le Mexique. Son livre de costumes civils, militaires et religieux mexicains, avec textes et illustrations, est publié en Belgique en 1828 et à Londres en 1830.
Le 20 août 1829, un passeport est envoyé à Linati pour retourner au Mexique via Le Havre et les États-Unis, mais il n'est pas utilisé immédiatement. Il est émis par senor Gorostiza, l'agent confidentiel de la République du Mexique à Bruxelles. En 1830, Linati est l’un des membres de la Giunta Liberatrice Italian, basée à Paris. Il est engagé dans les tentatives infructueuses d'unification de l'Italie en 1830-1831. Linati décide de retourner au Mexique. Il arrive à Tampico, Tamaulipas, au Mexique, et meurt trois jours plus tard de la fièvre jaune le 11 décembre 1832.
Claudio Linati est connu pour ses idéaux révolutionnaires libéraux et son héritage artistique et historique. Sir Anthony Panizzi, qui le connaissait bien, l'appelait un homme à l'esprit turbulent, de constitution robuste, plein d'énergie mais sans but précis, intellectuel, peintre, poète et dramaturge. Il s'est toujours intéressé aux mœurs et coutumes des pays qu'il a visités. Il détestait l'Angleterre et les Anglais, appelait le bétail servile français pour leur soumission à la tyrannie, et disait que l'Espagne était dans un état d'anarchie sacerdotale. Il y a une plaque sur 45 Borgo Felino St, Parme, Italie, qui se lit comme suit :
« Filippo and Claudio Linati owned and lived in this house. The first was indicted as Chief of the Provisional Insurrectional Government in 1831, and the second was sentenced to death for having conspired in 1821 to redeem Italy from domestic and foreign servitude. »
« Filippo et Claudio Linati possédaient et vivaient dans cette maison. Le premier a été inculpé de chef du gouvernement insurrectionnel provisoire en 1831, et le second a été condamné à mort pour avoir conspiré en 1821 pour racheter l'Italie de la servitude domestique et étrangère. »

## Œuvre

### Costumes civils, militaires et religieux du Mexique

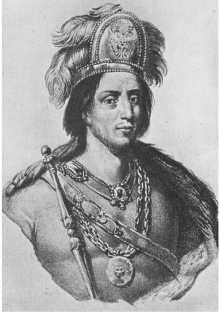
Moctezuma II du livre de 1828 sur les costumes du Mexique

Linati est réputé pour son 1828 Civil, Military and Religious Costumes of Mexico (en français : « Costumes civils, militaires et religieux du Mexique » ; en espagnol : Trajes civiles, religiosos y militares de México). Il s'agit du premier inventaire des types de personnes mexicaines fait par un étranger. C'est aussi l'un des premiers livres en couleurs sur le Mexique à être imprimé, avec quarante-huit lithographies colorées à la main. Le livre dépeint la grande variété de la société mexicaine de l'époque, établissant un modèle qui sera suivi par des illustrateurs ultérieurs tels que Carl Nebel. Le livre a été traduit en espagnol et publié au Mexique en 1956, avec une préface de Manuel Toussaint.
La première planche du livre représente Moctezuma II, un symbole du Mexique qui existait avant l'arrivée des Européens. Linati représente Moctezuma comme un dirigeant fort et digne tenant son sceptre comme symbole du pouvoir. Linati conteste le point de vue selon lequel les Aztèques étaient barbares, affirmant que le progrès humain et la civilisation sont universels. Il compare la cruauté des prêtres aztèques à la cruauté de l'Inquisition catholique romaine, deux exemples du mal de la superstition. Linati fait l'éloge de la diversité ethnique du Mexique, mais écrit que les peuples indigènes doivent abandonner leurs langues et certaines de leurs coutumes. Ils doiveint apprendre dans les écoles de l'élite créole et servir dans l'armée pour devenir citoyens à part entière.
Le livre montre la richesse et la dignité des propriétaires fonciers. Linati fait l'éloge du rôle joué par les Créoles dans la révolution, mais aussi de nombreux volontaires italiens comme le comte Giuseppe Stavoli et le général Vicente Filisola, qui ont contribué à la lutte pour la liberté, et qui sont représentés dans plusieurs illustrations. Il montre différents types de soldats et fait l'éloge des combattants du mouvement insurgé qui avait récemment conquis l'indépendance du Mexique. Il dépeint également les héros libéraux José María Morelos et Guadalupe Victoria. Le livre comprend un portrait du général Vicente Filisola. En 1836, ce général sera le commandant en second du général Antonio López de Santa Anna lors de son expédition au Texas.
Le livre représente des hommes et des femmes mexicains de tous les stades de la vie. Les brefs essais qui accompagnent chaque image décrivent le costume et commentent les aspects du personnage représenté, souvent de façon critique. ↵Linati se moque d'une jeune ouvrière en robe rose avec un châle de Puebla sur la tête et les épaules, explique pourquoi le Mexique ancien n'a pas développé le blé et note la surprise qu'un Européen serait surpris de voir un homme portant 50 livres d'eau. Une image montre un chef Apache assis sur un cheval cabré, dans une position détendue, montrant sa grande habileté en tant que cavalier. Il y a des illustrations de soldats et d'ouvriers afro-mexicains élégamment habillés et pittoresques.↵It a été dit que les représentations de Linati sur les Afro-Mexicains étaient moins stéréotypées que d'autres à l'époque, mais les scènes sont toujours romanisées.
Les images fournissent un témoignage précieux de la vie au Mexique dans les années 1820. Cependant, ils ne sont pas toujours fiables. Les couleurs, ajoutées ultérieurement, peuvent varier d'un exemplaire du livre à l'autre. Ainsi, l'image du chef Apache dans une version montre une coiffe vert pâle et un collier bleu pâle, tandis qu'une autre version présente une coiffe vert intense et un collier bleu intense. L'écu n'est pas décoré de plumes, ce qui aurait normalement été le cas, dans les deux versions. Dans une version, la couleur de l'écu donne l'impression qu'il est tissé comme un panier plutôt que fait de la peau d'un animal.

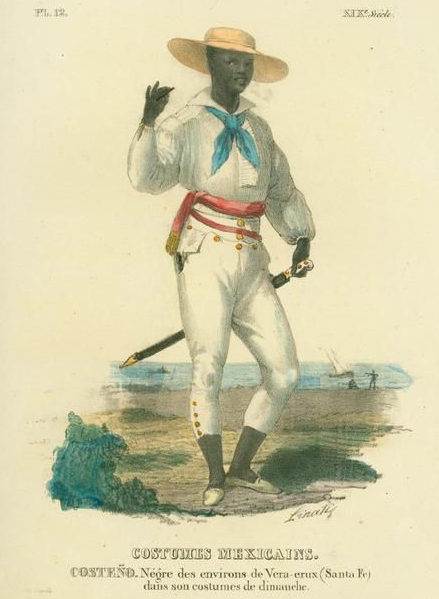
Costeño noir de Veracuz.
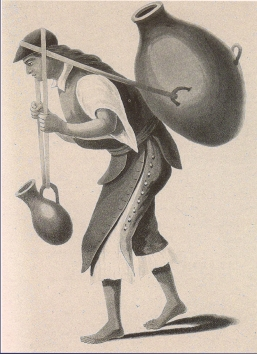
Porteur d'eau.
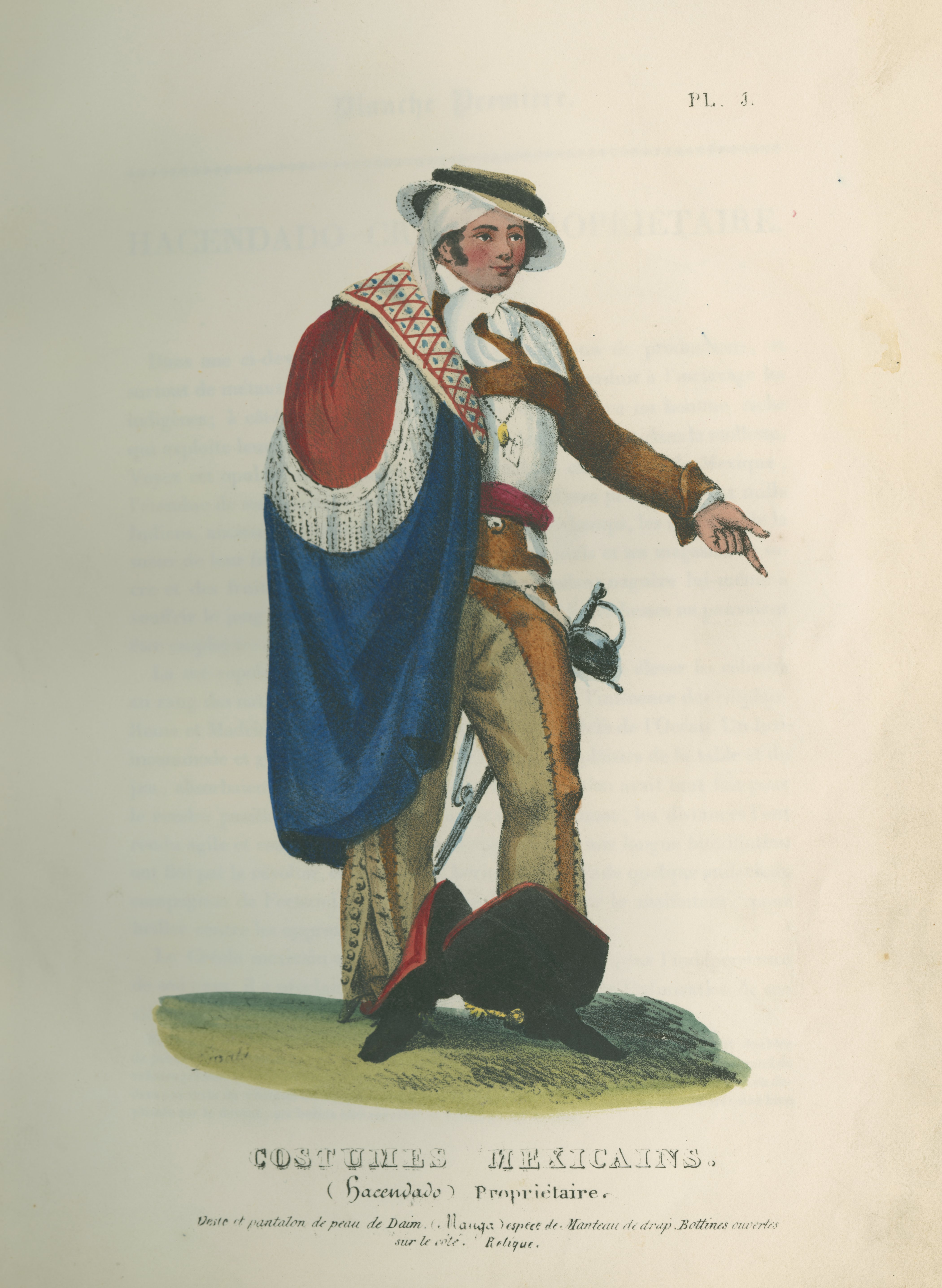
Propriétaires.
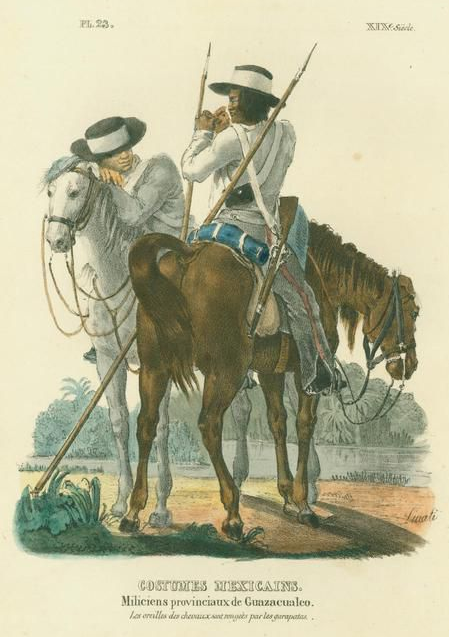
Milice de Guazacualco.
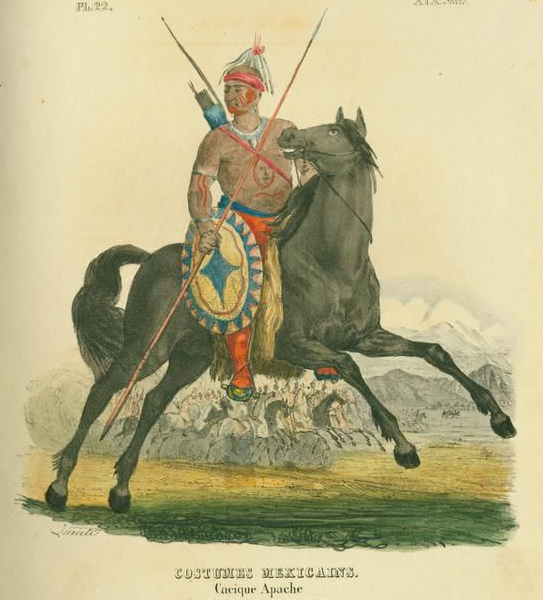
Chef apache.

### Autres publications
Parmi les autres publications contenant les travaux de Linati, citons :
- Acuarelas y litografías, 1993
- Poesie politiche, 1811 – 1824 di Claudio Linati e Gabriele Rossetti ; [a cura di Alessandro Galante Garrone]
- Nozioni elementari di arte e storia militare : ad uso degli ufficiali di fanteria del conte C. Linati
- Claudio Linati : 1790–1832 : [Epistolario, le poesie politiche di C. L. e scritti di vari autori su C. L.